# جان كلايسينز
جان كلايسينز (18 يونيو 1908 - 1978) لاعب كرة قدم بلجيكي راحل كان يجيد اللعب في خط الوسط.
لعب طوال مسيرته الرياضية في أندية يونيون سان غال (1926-1939) مونز (1945-1946).
مثل منتخب بلجيكا في 11 مباراة (1931-1937). شارك مع منتخب بلجيكا في بطولة كأس العالم 1934 في إيطاليا حيث خرج من الدور الثمن النهائي.

## وصلات خارجية
- جان كلايسينز على موقع الاتحاد الدولي (مؤرشف)  (الإنجليزية)
- جان كلايسينز على موقع الاتحاد البلجيكي (الإنجليزية)
- جان كلايسينز على موقع قاعدة بيانات كرة القدم.إي يو (الإنجليزية)
- جان كلايسينز على موقع ناشيونال فوتبول تيمز (الإنجليزية)
- جان كلايسينز على موقع Soccerway.com (الإنجليزية)
- جان كلايسينز على موقع عالم كرة القدم.نت (الإنجليزية)

- هذا سيرة ذاتية